# 압력 조리

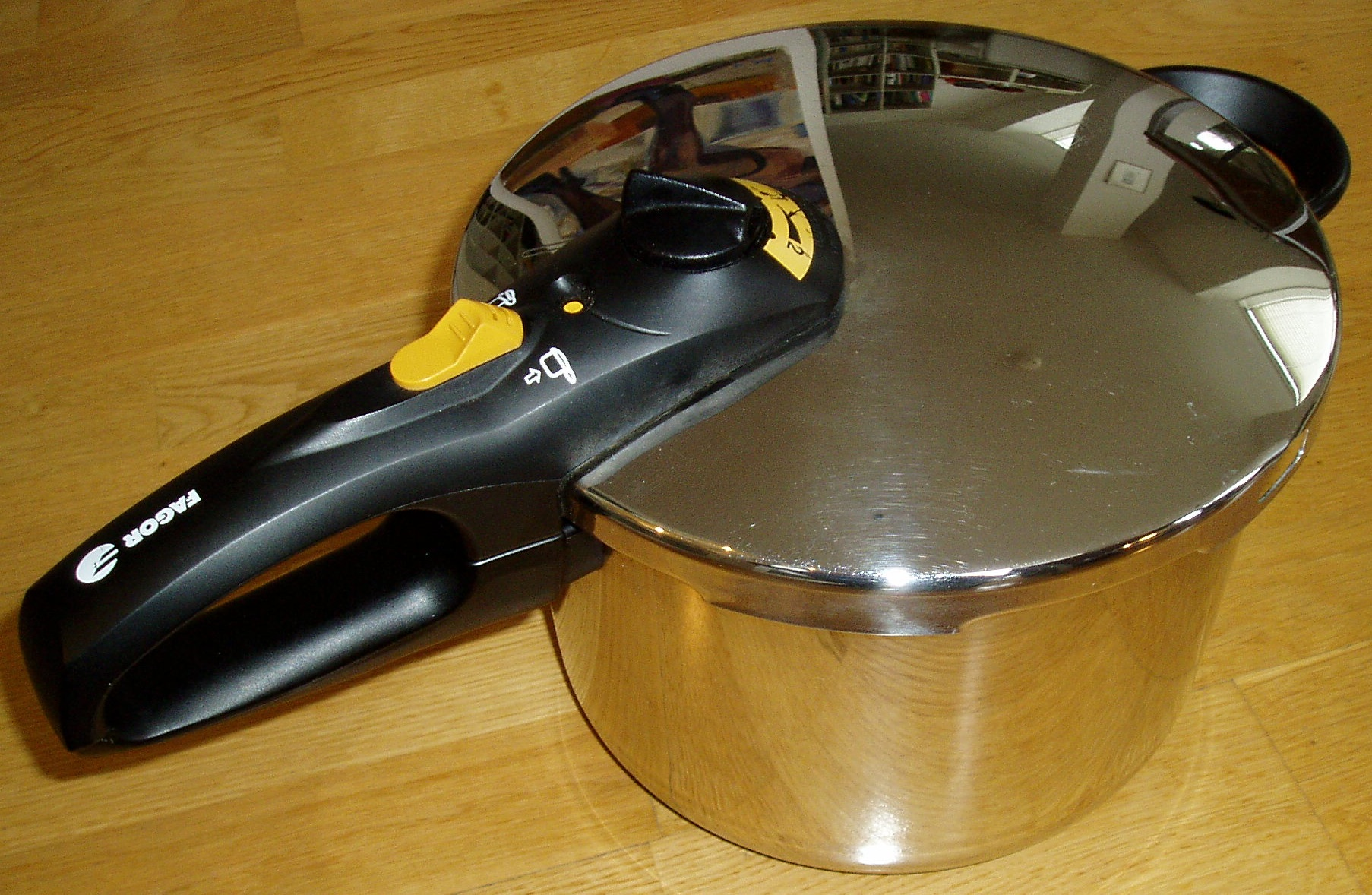
압력솥

압력 조리(壓力調理, 영어: pressure cooking, 문화어: 압력밥가마)는 밀폐가능한 용기에 열을 가할 때 생기는 대기압 이상의 압력을 이용하여 비교적 단시간에 음식 재료를 익힐 수 있게 해주는 조리 도구를 사용한 요리 과정이다.

## 역사
1679년 프랑스의 물리학자 드니 파팽이 발명한 steam digester을 개량한 것이 가정용 압력솥의 시초이며, 한국에서는 주로 밥을 짓거나 각종 찜요리를 하는 데 쓰인다.

## 압력솥의 압력과 온도
| 게이지 압력 (해수면에 상대적) | 온도            | 대략적인 조리 시간 (끓음과 비교) |
| ----------------------------- | --------------- | -------------------------------- |
| 0 bar (0 psi)                 | 100 °C (212 °F) | 100%                             |
| 0.1 bar (1.5 psi)             | 103 °C (217 °F) | 80%                              |
| 0.2 bar (2.9 psi)             | 105 °C (221 °F) | 70%                              |
| 0.3 bar (4.4 psi)             | 107 °C (225 °F) | 61%                              |
| 0.4 bar (5.8 psi)             | 110 °C (230 °F) | 50%                              |
| 0.5 bar (7.3 psi)             | 112 °C (234 °F) | 43%                              |
| 0.6 bar (8.7 psi)             | 114 °C (237 °F) | 38%                              |
| 0.7 bar (10 psi)              | 116 °C (241 °F) | 33%                              |
| 0.8 bar (12 psi)              | 117 °C (243 °F) | 31%                              |
| 0.9 bar (13 psi)              | 119 °C (246 °F) | 27%                              |
| 1.0 bar (15 psi)              | 121 °C (250 °F) | 23%                              |

## 같이 보기
- 솥
- 밥솥
- 가마솥